# Bardaskan

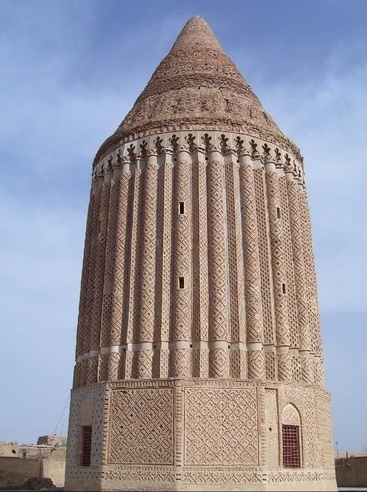
Torre de Aliabad, en Bardaskan.

Bardaskan (en persa: بردسكن‎; también transliterado como Badar Askan, Badr Eshkand, Bardāskan, Bardāskand, Bardeshkand, Bardeskan y Būdraskān) es una ciudad en la capital del condado de Bardaskan en Jorasán Razavi, Irán. En el censo de 2006, su población era de 23 142, en 5960 familias.